# Ramón Villeda Morales (politico)
Ramón Villeda Morales (Ocotepeque, 26 novembre 1908 – New York, 8 ottobre 1971) è stato un politico honduregno del Partito Liberale dell'Honduras.

## Biografia
Eletto presidente dell'Honduras nel 1957, mantenne la carica fino al 1963, anno in cui fu deposto da un colpo di Stato. Era stato un sostenitore del programma per l'America Latina, voluto da John F. Kennedy, Alleanza per il Progresso.
Dal 1971 fu rappresentante dell'Honduras all'ONU.